# Thor XXX: An Axel Braun XXX Parody
Thor XXX: An Axel Braun XXX Parody ist eine US-amerikanische Porno-Parodie des Regisseurs Axel Braun aus dem Jahr 2013 auf den Marvel-Film Thor von 2011. 

## Handlung
Ein verwundeter Thor kehrt von einer Schlacht in Jotenheim zurück, nur um von seinem Halbbruder Loki verraten zu werden. Ihr Konflikt führt zu einer Reihe von epischen Abenteuern, Kämpfen und erotische Szenen mit einer Besetzung von wilden und bunten Figuren.

## Auszeichnungen
- Nominiert bei den XRCO Awards 2014 als Best Parody: Comic Book
- Nominiert bei den NightMoves Awards 2014 als Best Parody (Super Hero)
- Nominiert bei den AVN Awards 2015 in den folgenden Kategorien: Best Actor, Brendon Miller, Best Art Direction, Best Supporting Actress, Julia Ann, Best Special Effects, Best Makeup.

## Hintergrund
Die DVD enthält eine Sex-freie Version des Films, die in 16 Minuten die gesamte Handlung erzählt.